# 류팽로
류팽로(柳彭老, 1554년 ~ 1592년)는 조선 중기의 의병장으로 전남 곡성에서 태어났다. 임진왜란 최초의 의병장으로 임진왜란 당시 고경명의 휘하 장수로 활약했다.
본관은 문화(文化), 자는 형숙(亨叔)·군수(君壽), 호는 월파(月坡)다. 개국공신 류만수(柳曼殊)의 후손으로, 아버지는 류경안(柳景顔)이다. 1579년 사마시에 합격하고 1588년 식년문과에 을과로 급제했으나 출사를 단념하고 옥과에 거주하였다.
1592년 임진왜란이 일어나자 4월 20일 양대박, 안영 등 읍민 주민들과 함께 의병을 일으켜 고경명 휘하의 장수가 되어 제1차 금산 전투에서 싸우다 전사했다.
사후 사간에 추증되고 정문이 세워졌으며 광주(현 광주광역시)의 포충사와 금산에 종용당에도 제향되었다. 전라도에서 의병을 일으켰기 때문에 고경명, 양대박과 함께 삼창의라 칭해지기도 한다.